# Маниу, Адриан
Адриан Маниу (рум. Adrian Maniu; 6 февраля 1891, Бухарест – 20 апреля 1968, там же) – румынский поэт, драматург, переводчик и литературный критик. Член-корреспондент Румынской академии (1933).

## Биография
Родился в семье профессора права и адвоката. В 1913 году окончил юридический факультет Бухарестского университета. В 1916-1918 годах добровольцем участвовал в Первой Мировой войне.
В 1922 году присоединился к созданному Л. Бла́гой, Ч. Петреску, Н. Крайником журналу «Gândirea» («Мысль»), ориентированному на поиск национальных основ румынской культуры. Редактировал  журнал "Chemarea, Universul, Dimineața și Adevărul".
Дебютировал как поэт-символист в  1911 году, опубликовав цикл стихотворений в прозе «Восковые фигуры» («Figuri de ceară», 1912), поэма «Саломея» («Salomeia», 1915) и др. В дальнейшем разработал оригинальный вариант экспрессионизма, в котором доминировало мистическое начало: сборники стихов «У земли» («Lângă pământ», 1924), «Дорога к звёздам» («Drumul spre stele», 1930), «Книга земли» («Cartea țării», 1934), «Песнь любви и смерти» («Cîntece de dragoste şi de moartë», 1935).
Его творчество сформировалось под влиянием символизма, но именно соприкосновение с экспрессионизмом помогло ему полнее выявить свои творческие возможности. Он приходит к экспрессионизму через пластику формы и цвета, виртуозное владение светом помогает ему воссоздать атмосферу мистической духовности. Творческая манера его близка византийской иконографии, и в то же время - простым и изысканным румынским иконам на стекле.
Драмы А. Маниу во многом перекликаются с пьесами Благи: «Мастер» («Meşterul», 1922) на сюжет балканской легенды о Мастере Маноле; «Медные волки» («Lupii de aramă», 1929) на основе дакийских легенд. Среди других сочинений – очерк «Румынская ксилография» («La gravure sur bois en Roumanie», 1929).
С 1928 по 1946 год работал экспертом по изобразительному искусству. Писал рецензии и отчёты о художественных выставках.
После Второй мировой войны занимался, в основном, переводами. Среди его переводов - пьесы Гауптмана, Ибсена, “Песнь о Нибелунгах”, произведения Мольера и Грибоедова.
В 1965 году Румынская академия наградила его премией Михаила Эминеску.

## Избранные произведения
- Figurile de ceară, (1912)
- Salomeea, 1915
- Lângă pământ, 1924
- Drumul spre stele, 1930
- Cartea țării, 1934
- Cântece de dragoste și moarte, 1935
- Focurile primăverii și flăcări de toamnă,  1935